# Burgerlijke rechtbank
Een burgerlijke rechtbank is een rechtbank in het Belgische rechtssysteem.
Door de bevoegdheid over burgerlijke problemen over vier rechtbanken (waaronder de burgerlijke rechtbank) te verdelen kunnen deze rechtbanken zich in hun materie specialiseren. Het vredegerecht lost onder meer kleine geschillen tussen burgers op. Wie niet tevreden is of grotere problemen heeft, wendt zich tot de burgerlijke rechtbank, de ondernemingsrechtbank of de arbeidsrechtbank.
Het vredegerecht is de makkelijkst bereikbare rechter en het feitelijke gezicht van justitie bij de burger. Wie met het gerecht in aanraking komt, zal immers meestal met het vredegerecht te maken krijgen, omdat de vrederechter een zo ruime bevoegdheid heeft dat bijna alle zaken uit het dagelijkse leven van de mensen voor hem moeten gebracht worden. 
Omdat men het vredegerecht dicht bij de burger wil hebben, heeft ieder van de 225 gerechtelijke kantons zijn eigen vredegerecht. De vrederechter beslist dus vaak over eenvoudige problemen: burgerlijke en handelszaken van maximaal 1860 EUR. Daarnaast beslist hij, ongeacht de omvang van het gevorderde bedrag, over alle mogelijke huurgeschillen (huishuur, handelshuur, landpacht), erfdienstbaarheden (recht van uitweg enz.), consumentenkredieten (leningen op afbetaling enz.), appartementsmede-eigendom (geschillen met de syndicus, raad van beheer enz.), onteigeningen, ruilverkavelingen. Hij treft dringende en voorlopige maatregelen tussen echtgenoten bij echtelijke moeilijkheden (verblijfsregeling van de kinderen, onderhoudsgelden, vervreemdingsverbod, inventarisname, afzonderlijk verblijf, enz.), oordeelt over bijna alle mogelijke alimentatievorderingen, stelt voorlopige bewindvoerders aan voor personen die hun goederen niet zelf kunnen beheren (en controleert ze), beveelt de gedwongen opname van geesteszieken (de vroegere collocatie), enz. Hij duidt voogden over minderjarigen aan en controleert ze. Hij verleent aan ouders de bijzondere machtigingen die zij nodig hebben als ze bepaalde handelingen in naam van hun minderjarige kinderen willen stellen (bv. een erfenis aanvaarden of verwerpen, goederen van de kinderen, zoals huizen of grond, kopen of verkopen, enz.). In het gerechtelijk wetboek zijn ruim een 80-tal uiteenlopende bevoegdheden voor de vrederechter weggelegd. Wat in de volksmond soms smalend "le petit juge" genoemd wordt, is in feite een juridische manus-van-alles. 
Daarnaast is een zeer belangrijke opdracht van de vrederechter de verzoening, het onderhandelen tussen de partijen om een minnelijke schikking te kunnen treffen. De vrederechter kan via een verzoeningszitting (die gratis is en zeer snel verloopt) worden ingeschakeld voor (bij wijze van voorbeeld):
- burgerlijke geschillen (bv. schulden tot 1860 euro)
  - burenruzies (indien de schade maximaal 1860 euro bedraagt)
  - huurzaken
  - geschillen tussen echtgenoten en wettelijk samenwonenden
  - onderhoudsgelden
  - onteigening van grond

- handelsgeschillen 
  - een slechte herstelling in de winkel
  - facturen (tot 1860 euro)

Voor handelsgeschillen over grotere bedragen is de ondernemingsrechtbank bevoegd.
Men mag alleen in beroep gaan bij de burgerlijke rechtbank (of de ondernemingsrechtbank bij handelsgeschillen) tegen een vonnis van de vrederechter als de waarde/schade groter is dan € 1860,-.
Men kan tegen een vonnis van de burgerlijke rechtbank of van de ondernemingsrechtbank in beroep gaan bij het hof van beroep. Deze rechtbank kan een milder vonnis vellen of volledig vrijspreken, maar het vonnis kan ook veel zwaarder zijn.  Alle beroepen bij het hof van beroep, welke uit een burgerlijke procedure voortkomen, komen terecht bij de burgerlijke kamer.
De arbeidsrechtbank  heeft bevoegdheid over arbeid in de ruimste zin van het woord: geschillen met werkgever, over lonen, sociale zekerheid, pensioen, werkloosheid, etc. Wie beroep aantekent tegen het vonnis van de arbeidsrechtbank komt bij het arbeidshof.
Het Hof van Cassatie oordeelt niet over de grond van de zaak, maar wel of er procedurefouten zijn gemaakt waardoor het vonnis ongeldig wordt.
Nationaal recht